# Goedartia mianchiensis
Goedartia mianchiensis là một loài tò vò trong họ Ichneumonidae.